# Robert van Mortain

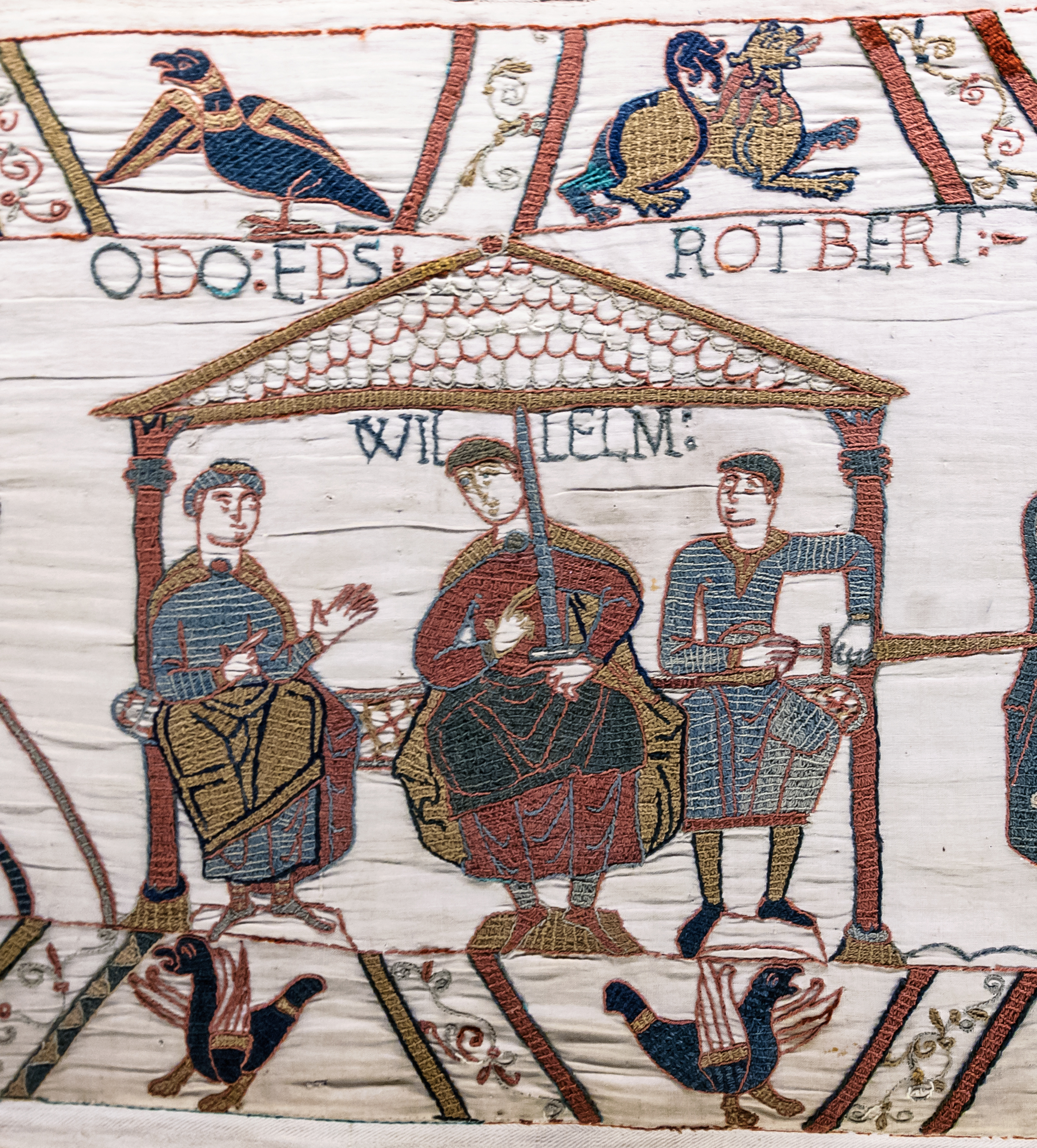
Robert (rechts) naast zijn halfbroer Willem de Veroveraar, afgebeeld op het tapijt van Bayeux.

Robert van Mortain (ca. 1040 - 1090/1095) was via zijn moeder een halfbroer van Willem de Veroveraar en een van de belangrijke Normandische aanvoerders.

## Biografie
Robert was een zoon van graaf Herluinus van Conteville en van Herleva.
Rond 1060 ontving Robert het graafschap Mortain toen de regerende graaf werd verbannen en zijn titel verloor. Kort daarna erfde hij ook de familiegoederen van zijn vader, rond Conteville. Robert had ook bezittingen in de Cotentin. In 1066 nam hij deel aan de beraadslagingen voor de inval in Engeland. Hij leverde 120 schepen en was een van de aanvoerders in de slag bij Hastings. Als beloning ontving hij van Willem 549 "manors" verspreid over Engeland, en het bestuur over het strategische district Pevensey.
In 1069 versloeg Robert samen met Robert I van Eu de Denen die York belegerden. Robert ontving in 1072 nog een keer 248 manors en de kastelen van Launceston (Cornwall) en Trematon in Cornwall. Robert was meerdere malen actief als rechter in zaken van de hoge adel en geestelijkheid. Aan het sterfbed van Willem de Veroveraar in 1087 pleitte hij voor de vrijlating van zijn broer Odo van Bayeux, die sinds 1082 gevangen zat. Onder invloed van Odo nam hij deel aan de opstand van 1088 tegen koning Willem II van Engeland. Robert verdedigde zijn kasteel van Pevensey gedurende zes weken tegen een beleg door de koning (waarbij Willem van Warenne dodelijk werd gewond) maar moest uiteindelijk opgeven. Robert werd door Willem begenadigd en behield zijn bezittingen en functies.
Volgens bronnen uit zijn tijd was Robert een zware en trage man, maar een dappere aanvoerder waarvan geen wreedheden, misdaden of huiselijke problemen bekend waren. Robert en zijn eerste vrouw werden begraven in de abdij van Grestain, die zijn vader had gesticht.

## Huwelijk en kinderen
Robert was in zijn eerste huwelijk getrouwd met Mathilde van Montgomery (ca. 1045 - ca. 1085), dochter van Rogier II van Montgomery en Mabilla van Bellême. Zij kregen de volgende kinderen:
- Robert, alleen bekend van een schenking aan de abdij van Mont Saint-Michel.
- Willem, erfgenaam van de goederen van zijn vader in Normandië en Cornwall. Probeerde na de dood van zijn oom Odo tevergeefs om earl van Kent te worden. Hij stichtte onder dwang van de koning een klooster te Montacute. Hij koos daarna de kant van Robert Curthose in diens strijd tegen Hendrik I van Engeland maar werd uiteindelijk gedwongen om zijn titels en bezittingen op te geven en werd een monnik in de abdij van Bermondsey, waar hij overleed.
- Agnes, gehuwd met Andre van Vitré
- Denise, gehuwd met Guy van Laval
- Emma, gehuwd met Willem IV van Toulouse

Robert hertrouwde met Almodis en kreeg met haar een zoon Robert.